# José Antonio de la Peña
José Antonio Stephan de la Peña Mena (Monterrey, Nuevo León, 7 de agosto de 1958), es un matemático mexicano. Fue director del Instituto de Matemáticas (1998-2006), Presidente (2002-2004) y vicepresidente (2000-2002) de la Academia Mexicana de Ciencias y Coordinador del Foro Consultivo Científico y Tecnológico (2002-2004). Entre los años 2001 y 2008 fue presidente de la Unión Matemática de América Latina y del Caribe que es la organización que reúne a diversas sociedades de matemática en América Latina y El Caribe (UMALCA, ver www.umalca.org). De enero a octubre de 2007 fue director adjunto de Desarrollo Científico y Académico del Consejo Nacional de Ciencia y Tecnología de México (Conacyt), puesto al que renunció para contender por la Rectoría de la UNAM. Al no resultar triunfador en el proceso de sucesión de esta institución, regresó a ocupar el mismo puesto en el Conacyt. Desde 1981 es profesor de asignatura en la Facultad de Ciencias y desde 1984 investigador de tiempo completo del Instituto de Matemáticas de la Universidad Nacional Autónoma de México (UNAM). Ingresó en 1984 al Sistema Nacional de Investigadores y es Nivel III desde 1993, adscrito al Instituto de Matemáticas de la UNAM. Es también miembro del Consejo Consultivo de Ciencias de la Presidencia de la República y fue director del Centro de Investigación en Matemáticas AC (CIMAT) entre 2011 y 2017. Desde 2011 José Antonio Stephan de la Peña Mena es presidente de la Commission for Developing Countries de la Unión Matemática Internacional IMU. En marzo de 2017 se lleva a cabo su ceremonia de ingreso a El Colegio Nacional (México).

## Trayectoria académica
Inició la carrera de Matemático en la Facultad de Ciencias de la Universidad Nacional Autónoma de México (UNAM) en 1977, concluyendo los estudios de licenciatura en 1980, maestría en 1981 y doctorado en 1983, obteniendo en los tres niveles la Medalla Gabino Barreda. Posteriormente realizó una estancia posdoctoral en la Universidad de Zúrich en Suiza, donde trabajó con Pierre Gabriel.
Su investigación se ha enfocado al álgebra (representaciones de álgebras), pero sus intereses recorren un abanico muy amplio: de los más de 100 artículos de investigación publicados 25 no son del área de Representaciones.
Entre los estudiantes que ha formado José Antonio de la Peña siete son de doctorado y dos de ellos obtuvieron el premio Weizman (1992 y 1998) otorgado por la Academia Mexicana de Ciencias a la mejor tesis doctoral en Ciencias Exactas. Tres de esos estudiantes son actualmente profesores de tiempo completo (Facultad de Ciencias, UNAM; Instituto Tecnológico de Estudios Superiores de Monterrey campus León, Guanajuato; Universidad de los Andes, Venezuela) y cuatro son investigadores, también de tiempo completo (tres en el Instituto de Matemáticas, UNAM; uno en la Universidad de Sherbrooke, Canadá).
En el periodo de 1998 a 2006 José Antonio de la Peña fue director del Instituto de Matemáticas. Dio origen e impulsó una gran variedad de proyectos, entre los que destacan Aventuras Matemáticas, (de esta serie, el video Mapas obtuvo un diploma de honor en la XI Bienal de Cine y Video Científico en Español en 2003 y el tercer premio del Telefestival Iberoamericano de la Asociación de Televisión Educativa Iberoamericana), PUEMAC; siete aplicaciones de PUEMAC fueron seleccionadas para formar parte de Enciclomedia, en la versión distribuida en 2005; más de 20 ligas a aplicaciones de PUEMAC fueron solicitadas por la SEP en 2007, para incluir en su página como material de apoyo en el proyecto ENLACE), La Ciencia en tu aula y Diplomado para profesores de nivel medio superior.
Durante su gestión como director, el Instituto de Matemáticas fue invitado a formar parte del consorcio de instituciones asociadas en el proyecto del Banff Institute Research Station (BIRS).

## Premios y distinciones
Ha recibido varios reconocimientos a lo largo de su trayectoria académica, destacando entre ellos:
- Reconocimiento Distinción Universidad Nacional para jóvenes académicos en el área de Investigación en Ciencias Exactas 1989;
- Premio de Investigación en Ciencias Exactas de la Academia de la Investigación Científica (actual Academia Mexicana de Ciencias) en 1994;[5]
- Premio TWAS en Matemáticas, otorgado por la Academia de Ciencias del Tercer Mundo en 2002;
- Premio Nacional de Ciencias y Artes en el área de Ciencias Físico-Matemáticas y Naturales otorgado por la Presidencia de la República Mexicana, en 2005;[6]
- Premio Humboldt Research, otorgado por la Fundación Humboldt en 2006.
- Premio Universidad Nacional en el área de Investigación en Ciencias Exactas 2012

## Publicaciones
De la Peña se ha distinguido por su interés en la divulgación de la ciencia, tiene más de 40 artículos de divulgación; ha participado en la organización de más de 30 congresos nacionales e internacionales; colaboró en el diseño y construcción de la Sala de Matemáticas del Museo de las Ciencias, UNAM; ha impartido más de 80 conferencias de divulgación y tiene más de 600 citas a sus trabajos de investigación (sin incluir autocitas). Es miembro del Consejo Consultivo de Ciencias de la Presidencia de la República.